# Hentaigana
Hentaigana (変体仮名, 変体がな, へんたいがな) ; također itaigana (itaigana (異体仮名) je pismo u japanskom sustavu pisanja. U doslovnom prijevodu, to je "inačica kane). Važno je naglasiti da hentai u imenu pisma se piše kanjijem 変体 koji označava "inačicu" ili "nepravilni oblik", a ne kanjijem 変態koji znači "nenormalni" ili "nastrani". Hentaiganom se piše slijeva na desno.

## Povijest
Hentaigana je zastarjeli odnosno nestandardni oblik hiragane. Sadrži stilističke inačice tekuće hiragane i različite alternativne znakove hiragane. Danas je uz nekoliko iznimaka, samo jedna hiragana za svaki od 50 mora (niz suglasnik-samoglasnik) u japanskom. No, tradicijski jeopćenito bilo nekoliko više-manje međusobno zamjenjivih hiragana za svaku. Pismovnom reformom u Japanu 1900. godine određeno je da samo jedan izabrani znak može biti za svaku moru, a za ostale je odlučeno da budu hentaigana. Premda nije uobičajeno u uporabi u izdanjima, hentaiganu se još koristi u natpisima prodavaonica i imenima robnih marki radi stvaranja tradicijskog i starinskog ozračja.
Hentaigana je nastala iz  man'yōgane, sustava gdje se kanji rabilo radi pisanja glasova bez obzira na značenje znaka. Bilo je više od jednog kanjija koji se mogao istovrijedno za svaki slog, a u to vrijeme slog je bio mora. U uporabi je hentaigana bila od oko 800. godine do 1900., a danas ju se malo primjenjuje.
Tijekom vremena man'yōgana je svedena na kurzivni oblik, hiraganu. Mnogi znakovi hentaigane izvode se iz drugačijih kanjija od onih za današnju standardnu hiraganu, a neki su pak ishodom različitih načina kurzivnog pisanja. Budući da je hentaigana izvedena iz man'yōgane, stotine su različitih hentaigana primijenjeni za uporabu samo 90 mora u japanskom jeziku.
S druge strane, katakana nema hentaiganu. Katakanini izabrani znakovi iz segmenata man'yōgane u starijoj su se fazi stabilizirali i uspostavili, uz nekoliko iznimaka, nedvosmisleni fonemski pravopis (jedan znak po zvuku) davno prije reguliranja pisma iz 1900. godine.

## Galerija
Neki od ovih znakova hentaigana su kurzivni oblici istog kanjija kao njihovi parovi u standardnoj hiragani, ali različito pojednostavljeni. Drugi potječu od nesrodnih kanjija koji predstavljaju isti zvuk.
- 以（い)  i
- 江（え)  e
- 於（お)  o
- 可（か)  ka, ga
- 起（き)  ki, gi
- 古（こ)  ko, go
- 志（し)  shi, ji
- 春（す)  su, zu
- 多（た)  ta, da
- 奈（な)  na
- 能（の)  no
- 者（は)  ha, ba
- 由（ゆ)  yu
- 連（れ)  re
- 路（ろ)  ro
- 王（わ)  wa

## Vanjske poveznice
- Chart of hentaigana calligraphy  Arhivirana inačica izvorne stranice od 7. srpnja 2006. (Wayback Machine) from O'Neill's A Reader of Handwritten Japanese
- A chart of hentaigana hosted by Jim Breen of the WWWJDIC
- Prikaz kane Engelberta Kaempfera oko 1693.
- Hentaigana na znakovima (jap.)
- L2/15-239 Prijedlog za japansku hentaiganu - Unicode